# Liste d'écrivains mauriciens
Cet article vise à fournir la liste la plus exhaustive d'écrivains mauriciens, de toute langue et de toute époque.

## Liste alphabétique
- Nathacha Appanah (1973– ), francophone, romancière
- Sedley Richard Assonne (1961-), francophone et créolophone, journaliste, poète, écrivain[1]
- Charles Baissac (1831-1892)
- Jean Blaize (de Maisonneuve) (1860-1937)
- Catherine Boudet (1968-), francophone, enseignante, journaliste, poétesse, politologue
- Rishy Bukoree (1977-), francophone-anglophone-créolophone, poète
- Marcel Cabon (1912–1972), francophone, romancier[2]
- Raymond Chasle (1930–1996), francophone, diplomate, poète[3]
- Malcolm de Chazal (1902-1981), francophone
- Lindsey Collen (1948– ), créolophone et anglophone, romancier et essayiste
- Ananda Devi (1957– ), francophone[4], romancière
- Michel Ducasse (1962-), francophone-créolophone, poète
- Christine Duverge (1969– ), francophone[5]
- Jacques Edouard (1964– ), francophone, journaliste, poète, écrivain[6]
- Jean Fanchette (1932–1992), francophone, poète et psychanalyste[7]
- Henri Favory (1941-), dramaturge
- Jeanne Gerval Arouff (1936-), francophone, poétesse, journaliste, essayiste
- Alain Gordon-Gentil (1952-), journaliste, romancier, essayiste, dramaturge, cinéaste
- Robert Edward Hart (1891–1954), franco-mauricien, poète et romancier[8]
- Marie-Thérèse Humbert (1940– ) francophone, romancière[9]
- Yusuf Kadel (1970– ), francophone, poète et dramaturge[10]
- Stefan Hart de Keating (1971– ), francophone, poète slameur[11]
- Raymonde de Kervern (1899–1973), franco-mauricienne, poétesse[12]
- Léoville L'Homme (1857–1928), francophone, poète[13]
- Marie Leblanc (1867-1915), romancière, traductrice
- Sylvestre Le Bon (1969-), romancier, poète, essayiste
- J. M. G. Le Clézio (1940-), romancier, essayiste
- Édouard J. Maunick (1931– ), francophone, poète, diplomate, écrivain
- Bertrand Odelys (1946-), anglophone et francophone
- Shenaz Patel (1966– ), francophone et créolophone, journaliste, romancière et dramaturge[14]
- Cassandra (Sandrine) Piat (1973– ), anglophone, écrivain[15]
- Jean-Georges Prosper (1933– ), francophone, poète, auteur de l'hymne national mauricien
- Barlen Pyamootoo (1960-), romancier
- Camille de Rauville (1910–1986), francophone, écrivain[16]
- Pierre Renaud (1921–1976), francophone, poète[17]
- Bertrand de Robillard (1952-), romancier, poète
- Vinod Rughoonundun (1955-), poète, nouvelliste
- Amal Sewtohul (1971-), romancier
- Pierre de Sornay (1876-1968)
- Carl de Souza (1949-), romancier, nouvelliste, dramaturge
- Umar Timol (1970– ), francophone, écrivain, romancier, poète
- Khal Torabully (1956-), poète
- Abhimanyu Unnuth (1937–2018), hindiphone, écrivain, poète et essayiste
- Jean Urruty (1904-1983), journaliste et critique littéraire
- Dev Virahsawmy (1942– ), anglophone et créolophone, poète, romancier et essayiste

## Liste chronologique

### 1800
- Évenor Hitié (1806-1901), Histoire de Maurice (1897)
- Eugénie Poujade (1814-1881), romancière, poétesse, Souffrance et rêverie ! (1855), Contes de ma tante Joséphine (1864)...
- Caroline Lenferna de Laresle (1824-1900), religieuse
- Charles Baissac (1831-1892)
- Léoville L'Homme (1857–1928)[18], poète
- Jean Blaize (de Maisonneuve) (1860-1937)
- Marie Leblanc (1867-1915)[19], animatrice culturelle (revue), traductrice, La Vie et le rêve (1890)
- Joseph Elphège Evenor Mamet (1873-1945), poète
- Pierre De Sornay (1876-1968)[20], agronome, écrivain
- Savinien Mérédac (1880-1939)[21], ingénieur, écrivain, Sincérités (1923), L’épingle de cravate (1929)...
- Robert Edward Hart (1891-1954), poète, Les Voix intimes, poèmes... (1920), L'Ombre étoilée (1924), Respiration de la vie (1932), La joie du monde (1934), Résurrection de l'enfance (1940), Le poëme de l'Île Maurice (1947)...
- Raymonde de Kervern (1899-1973), poétesse, Cloches mystiques (1928), Le Jardin féerique (1935), Apsara la danseuse (1941), Abîmes (1951)

### 1900
- Malcolm de Chazal (1902-1981), poète, francophone
- Marie-Aimée de Kermorvan (1904-1985), poétesse, Soleil de France (1929), Jeu de balance (1936)
- Jean Urruty (1904-1983), journaliste et critique littéraire

### 1910
- Camille de Rauville (1910–1986)[22], Littérature et anthologie de l'Océan Indien 1773-1980 (1980)
- Auguste Toussaint (1911-1987), historien[23]
- René Noyau (1911-1984), alias Jean Erenne, poète, L’Ange aux pieds d’airain (1934), Le Labyrinthe illuminé (1939), Le Poinçon de cristal (1942), Tention Caïma (1971)...
- Marcel Cabon (1912-1972)[24], poète, biographe, Ébauches (1932), Fenêtres sur la vie (1933)...
- Marcelle Lagesse (1916-2011)[25], Les contes du samedi (1945), Villebague (1961), Des pas sur le sable… et la première marée les effaça (1975)...
- Magda Mamet (1916-2012), journaliste, poétesse, nouvelliste, Nuit sans mémoire (1973), L'Enfant de possession (1995)
- Alix d'Unienville (1918-2015), journaliste, romancière, Le Trésor de Dieu (1976)

### 1920
- Pierre Renaud (1921–1976), poète, francophone
- Somdath Bhuckory (1921-1980)[26]
- Deepchand Beeharry (1927-)
- Rivaltz Quenette (1928-2015), anglophone
- Moonindra Nath Varma (1929-2018), anglophone

### 1930
- Amédée Nagapen (1930-2012)[27], religieux, historien
- Geneviève Pitot (1930-2002), le shekel mauricien (2014)
- Raymond Chasle (1930–1996)[28], diplomate, poète, Le Corailleur des limbes. Versos interdits (1970), Vigiles irradiées (1973), L'Alternance des solstices (1975)
- Édouard J. Maunick (1931-2021)
- Lilian Berthelot (1932-2012)[29]
- Jean Fanchette (1932–1992), poète, psychanalyste, Osmoses (1954), Les Midis du sang (1955), Archipels (1958), Identité provisoire (1965), Je m’appelle sommeil (1977), La Visitation de l’oiseau pluvier (1980), Mémoire de la saxifrage (1956-1991
- Azize Asgarally (1933-)[30], enseignant, dramaturge, politique, époux de Renée Asgarally, Man in hiding (1958)
- Jean-Georges Prosper (1933– ), francophone, poète, auteur de l'hymne national mauricien
- Jeanne Gerval Arouff (1936-)[31], enseignante, artiste, écrivaine, Je t’offre ma terre (1990)
- Abhimanyu Unnuth (1937-2018), hindiphone, écrivain, poète, essayiste
- Shakuntala Hawoldar (1937–2018), anglophone
- Jagadish Manrakhan (1938-2013), anglophone, universitaire
- Joseph Tsang Mang Kin (en) (1938-)
- Monique Dinan (1939-)[32], Une Ile éclatée (1985), The Mauritian kaleidoscope (1986)
- Chit Dukhira (1939-), anglophone
- Hassam Wachill (1939–)[33], Eloge de l'ombre (1980), Cycle des larmes (1983), La rive-errance (2010)
- Renée Asgarally (1939-2010)[34], romancière, Quand montagne prend difé… (1977), Tension gagne corne (1979), Les filles de Madame Laljee (1981), Tant que soufflera le vent (1984)

### 1940
- Marie-Thérèse Humbert (1940-) francophone, romancière[35]
- J. M. G. Le Clézio (1940-), romancier, essayiste
- Yacoob Ghanty (1940-), anglophone
- Henri Favory (1941-), dramaturge
- Dev Virahsawmy (1942-), anglophone et créolophone, poète, romancier et essayiste, Li (1977), Bef dâ disab: pies â de ak (1979)...
- Bertrand Odelys (1946-), anglophone et francophone
- Lindsey Collen (1948-), créolophone et anglophone, romancier et essayiste
- Carl de Souza (1949-), romancier, nouvelliste, dramaturge

### 1950
- Issa Asgarally (en) (1950 ?)[36], linguiste, Littérature et révolte (1985), L'interculturel ou La guerre (2005)
- Miselaine Duval (1950 ?), comédienne (dont la série Fami Pa Kontan), scénariste, productrice
- Bertrand de Robillard (1952-)[37], romancier, poète, L’Homme qui penche (2003)
- Alain Gordon-Gentil (1952-)[38], journaliste, romancier, essayiste, dramaturge, cinéaste[39], Quartiers de Pamplemousses (1999), Légère approche de la haine (2009), Devina (2009), J'attendrai la fin du monde (2016)
- Aslakha Callikan-Proag (1955-2020)
- Vinod Rughoonundun (1955-)[40], poète, nouvelliste, Mémoire d’Étoile de Mer (1993)
- Khal Torabully (1956-), poète, Fausse-île (1981)...
- Ananda Devi (1957– ), francophone, Solstices (1977), Ève de ses décombres (2006), Le Sari vert (2009), Les Hommes qui me parlent (2011), Le rire des déesses (2021)...

### 1960
- Barlen Pyamootoo (1960-), romancier
- Sedley Richard Assonne (1961-)[41], francophone et créolophone, journaliste, poète, écrivain, biographe, Robis (1996), Vertiz leternite: enn rekey poem (1996), Les femmes du séga (2009)
- Sudhir Hazareesingh (1961-), histoiren, anglophone
- Michel Ducasse (1962-)[42], francophone-créolophone, poète
- Jacques Edouard (1964– ), francophone, journaliste, poète, écrivain, Contes de Rodrigues (1985), Contre danse (1985), Vapeur bronches d'algues (2005)
- Eric Bahloo (en) (1964-)
- Shenaz Patel (1966– ), francophone et créolophone, romancier et dramaturge, Le Portrait Chamarel (2002), Sensitive (2003), La Phobie du caméléon (2005), Le Silence des Chagos (2005)...
- Catherine Boudet (1968-), francophone, enseignante, journaliste, poète, politologue, Résîliences (2007), Journal du Gardien des Horizons (2015)
- Christine Duvergé (1969– ), francophone[43]
- Sylvestre Le Bon (1969-)[44], romancier, poète, essayiste, Une destinée bohémienne (2011)

### 1970
- Yusuf Kadel (1970– ), francophone, poète et dramaturge
- Umar Timol (1970– )[45], francophone, écrivain, romancier, poète, Le Journal d’une vieille folle (2012)
- Anil Rajendra Gopal (1970– ), francophone, créolophone, poète
- Stefan Hart de Keating (1971– ), francophone, poète slameur
- Amal Sewtohul (1971-), romancier, Histoire d’Ashok et d’autres personnages de moindre importance (2001)
- Nathacha Appanah (1973– ), francophone, en France, Les Rochers de Poudre d'or (2003), Le Dernier Frère (2007), Tropique de la violence (2016), Le Ciel par-dessus le toit (2019), Rien ne t'appartient (2021)
- Cassandra (Sandrine) Piat (1973– ), anglophone, écrivaine
- Ashvin Dwarka (en) (1977-)
- Rishy Bukoree (1977-)[46], francophone-anglophone-créolophone, poète, Solfatare : liberté d’expression (1999)
- Natasha Soobramanien (1979 ?), Genie and Paul[47],[48]
- Ariel Saramandi (1979 ?), 2143 (2018), Eau de toilette (2020), Death takes the Lagoon (2021)...

### 1980
- Davina Ittoo (1983-), francophone, nouvelliste, La Proscrite (2015), romancière, Misère (2019), Lorsque les cerfs-volants se mettront à crier (2021)
- Aqiil Gopee (en) (1997-)